# Nordafrikanische Langflügelfledermaus
Die Nordafrikanische Langflügelfledermaus (Miniopterus maghrebensis) ist ein in Nordafrika verbreitetes Fledertier in der Familie der Langflügelfledermäuse. Die Population wurde bis zum Jahr 2014 in die europäische Langflügelfledermaus (Miniopterus schreibersi) eingefügt. Der Artzusatz im wissenschaftlichen Namen bezieht sich auf die Region Maghreb.

## Merkmale
Mit einer Unterarmlänge von weniger als 47 mm ist die Art eine kleine Langflügelfledermaus. Es kommt keine orange Färbung des männlichen Kopfes in der Paarungszeit vor. Der Tragus im Ohr ist hell und der untere Teil innerhalb der Ohrmuschel ist pigmentfrei. Die Unterschiede zur europäischen Langflügelfledermaus liegen hauptsächlich in abweichenden Schädelmerkmalen und genetischen Abweichungen. Auf der Oberseite kommt kastanienbraunes bis hell graubraunes Fell vor und unterseits ist hellbraunes Fell vorhanden. Die Nordafrikanische Langflügelfledermaus hat graubraune Ränder an den Ohren und graubraune Haut an der Schnauze. Es kommen dunkle braune bis graubraune Flughäute vor.
Für ein Exemplar wurden eine Kopf-Rumpf-Länge von 60 mm, eine Schwanzlänge von 63 mm und 13,4 mm lange Ohren ermittelt.

## Verbreitung und Lebensweise
Die Art lebt im Atlasgebirge und in den vorgelagerten Regionen im Norden Marokkos und in Tunesien. Vermutlich bewohnt sie auch die dazwischen liegenden Bereiche in Algerien. Die Exemplare halten sich trockenen Wäldern und mediterranen Gebüschlandschaften auf.
Die Nordafrikanische Langflügelfledermaus ruht in Höhlen. Sie legt vor dem Winter Fettreserven im Körper an. Die Rufe zur Echoortung sind 3,2 bis 5,6 Millisekunden lang, starten bei etwa 75 kHz und enden bei etwa 50 kHz. Die stärkste Intensität wird bei 53 kHz erreicht.

## Gefährdung
Störungen in den Verstecken wirken sich negativ auf den Bestand aus. Vermutlich wird die Art durch den Einsatz von Insektenbekämpfungsmitteln beeinflusst. Laut Schätzung der IUCN nimmt die Größe des geeigneten Habitats im Laufe von 15 Jahren um bis zu 30 Prozent ab. Die Nordafrikanische Langflügelfledermaus wurde deshalb in die Vorwarnliste (near threatened) aufgenommen.